# 44. østlige længdekreds
Den 44. østlige længdekreds (eller 44 grader østlig længde) er en længdekreds, der ligger 44 grader øst for nulmeridianen. Den løber gennem Ishavet, Europa, Asien, Afrika, det Indiske Ocean, det Sydlige Ishav og Antarktis.